# 水森かおり
水森 かおり（みずもり かおり、1973年8月31日 - ）は、日本の演歌歌手。所属事務所は長良プロダクション。所属レコード会社は徳間ジャパンコミュニケーションズ。東京都北区出身。

## 来歴・人物
本名は大出 弓紀子（おおで ゆきこ）。血液型はB型。未婚。ニックネームは「みもりん」。持ち歌には様々な土地を舞台にした作品が多く「ご当地ソングの女王」の異名をとる。城西大学女子短期大学部（現城西短期大学）卒業。短大在学中は秘書についての勉強をし、アメリカへの留学経験もある。
ニュー・キッズ・オン・ザ・ブロックのジョー・マッキンタイアに憧れ、アメリカ留学中に勝手に失恋した後、ホストファミリーのファミリーパーティで歌を披露した際にファミリーが喜んでくれたことから歌手になりたいと決意し、帰国後オーディションを受けた。
1995年（平成7年）に「おしろい花」でデビュー。2002年（平成14年）に「東尋坊」がカラオケファンの支持を受けてメジャー歌手への足掛かりをつかむ。2003年（平成15年）「鳥取砂丘」が大ヒットしてブレークし『NHK紅白歌合戦』には22年連続出場中。また2005年（平成17年）には第47回日本レコード大賞最優秀歌唱賞を受賞。2006年（平成18年）には「熊野古道」、2007年（平成19年）には「ひとり薩摩路」でベストヒット歌謡祭演歌・歌謡曲部門グランプリを2年連続で受賞した。2008年（平成20年）2月8日には東京都北区のイメージアップを図ることを目的とした「北区アンバサダー」を委嘱された。
「鳥取砂丘」のロング・ヒット以降の水森は「ご当地ソングの女王」と呼ばれ、彼女の元には地方自治体などから「地元に因んだ曲を歌って欲しい」という依頼が毎年殺到している。ファンを失望させないためにも、営業で初めて訪れる地方については、事前にかなり勉強をするという。
ステージではほとんどロングドレスを着ているため一見長身に見えるが身長は153cmであり、15cmのハイヒールを履いていることを衣装で隠している。
2000年（平成12年）を過ぎた頃から、CDジャケットでは、ノースリーブか肩を大きく露出した衣裳が多くなっている。
酒が呑めない体質であるが、演歌の歌詞に酒が多く登場することも手伝い"演歌歌手は酒を嗜む"と思われがちで、ことあるごとに酒を勧められて困ることがよくある。
プロ野球・読売ジャイアンツファンである。エレファントカシマシの大ファンで、ファンクラブにも入っていたことがある。

## 人気
シングル「熊野古道」が2006年（平成18年）4月5日に発売され、第1週の売上が1万9千枚となり、オリコン週間シングルチャートで総合5位に初登場。2004年（平成16年）4月発売の「釧路湿原」（最高位5位）、2005年（平成17年）4月発売の「五能線」（同8位）に続き、3作連続初登場TOP10入りを果たした。女性演歌歌手によるシングル3作連続TOP10入りは史上初の快挙となる。これまで女性演歌歌手のシングル連続初登場TOP10入りの記録は、城之内早苗と藤あや子の2作連続が最高だった（藤あや子は、3作連続TOP10入りしているが、3作目は、初登場ではなく3週目にTOP10入り）。
本作は、水森かおりにとって、「竜飛岬」（1999年）、「尾道水道」（2000年）、「東尋坊」（2002年）、「鳥取砂丘」（2003年）、「釧路湿原」（2004年）、「五能線」（2005年）に続く、自身7作目のご当地ソング。本作では、2004年に世界遺産として登録された和歌山県の「熊野古道」を歌った。
「熊野古道」以降のシングルもすべてオリコン週間シングルチャートで初登場TOP10入りを果たしている。その記録は2010年（平成22年）リリースの「松島紀行」で7作連続に達し、藤圭子の6作連続を抜き女性演歌歌手としての最高記録を更新した。
2011年、シングル「庄内平野 風の中」で八代亜紀が樹立した「通算シングルTOP10獲得作品数」の女性演歌歌手歴代1位記録を塗り替えた。現在も記録更新中である。

## ディスコグラフィ

### シングル
- すべて徳間ジャパンからリリース。

| #  | 発売日          | 曲順 | タイトル                 | 作詞                | 作曲                  | 編曲                | オリコン 最高順位 | 規格品番                |
| -- | --------------- | ---- | ------------------------ | ------------------- | --------------------- | ------------------- | ----------------- | ----------------------- |
| 1  | 1995年 9月25日  | 01   | おしろい花               | 松井由利夫          | 森川龍                | 池多孝春            | 46位              | TKDA-70705              |
| 1  | 1995年 9月25日  | 02   | 風花海峡                 | 松井由利夫          | 森川龍                | 池多孝春            | 46位              | TKDA-70705              |
| 2  | 1996年 5月22日  | 01   | よりそい花               | 水木れいじ          | 伊藤雪彦              | 前田俊明            | -                 | TKDA-70890              |
| 2  | 1996年 5月22日  | 02   | なみだの倖せ             | 水木れいじ          | 伊藤雪彦              | 前田俊明            | -                 | TKDA-70890              |
| 3  | 1997年 1月20日  | 01   | 北夜行                   | 水木れいじ          | 伊藤雪彦              | 伊戸のりお          | -                 | TKDA-71082              |
| 3  | 1997年 1月20日  | 02   | 木枯らし                 | 有島司              | 森川龍                | 竜崎孝路            | -                 | TKDA-71082              |
| 4  | 1997年 8月21日  | 01   | いのち花                 | 松井由利夫          | 森川龍                | 南郷達也            | -                 | TKDA-71225              |
| 4  | 1997年 8月21日  | 02   | うみどり                 | 麻こよみ            | 森川龍                | 伊戸のりお          | -                 | TKDA-71225              |
| 5  | 1998年 3月4日   | 01   | かりそめの花             | 麻こよみ            | 徳久広司              | 前田俊明            | -                 | TKDA-71331              |
| 5  | 1998年 3月4日   | 02   | 恋しぐれ                 | 麻こよみ            | 徳久広司              | 前田俊明            | -                 | TKDA-71331              |
| 6  | 1999年 1月21日  | 01   | ひとり泣き               | 麻こよみ            | 弦哲也                | 前田俊明            | -                 | TKDA-71538              |
| 6  | 1999年 1月21日  | 02   | おんなの雨               | 麻こよみ            | 弦哲也                | 前田俊明            | -                 | TKDA-71538              |
| 7  | 1999年 10月21日 | 01   | 竜飛岬                   | 麻こよみ            | 水森英夫              | 前田俊明            | -                 | TKDA-71698              |
| 7  | 1999年 10月21日 | 02   | ひとりぽっち             | 小島真二            | 小島真二              | 南郷達也            | -                 | TKDA-71698              |
| 8  | 2000年 9月27日  | 01   | 尾道水道                 | 仁井谷俊也          | 水森英夫              | 南郷達也            | -                 | TKDA-72004              |
| 8  | 2000年 9月27日  | 02   | 面影                     | 佐藤純彌            | 菊池俊輔              | 菊池俊輔            | -                 | TKDA-72004              |
| 9  | 2001年 8月22日  | 01   | 心う・ら・は・ら         | 麻こよみ            | 伊藤雪彦              | 南郷達也            | -                 | TKDA-72121              |
| 9  | 2001年 8月22日  | 02   | おんな雨                 | 仁井谷俊也          | 伊藤雪彦              | 南郷達也            | -                 | TKDA-72121              |
| 10 | 2002年 4月24日  | 01   | 東尋坊                   | 木下龍太郎          | 弦哲也                | 前田俊明            | 27位              | TKDA-72337              |
| 10 | 2002年 4月24日  | 02   | 哀愁紀行                 | 仁井谷俊也          | 弦哲也                | 伊戸のりお          | 27位              | TKDA-72337              |
| 11 | 2003年 4月2日   | 01   | 鳥取砂丘                 | 木下龍太郎          | 弦哲也                | 前田俊明            | 16位              | TKDA-72541              |
| 11 | 2003年 4月2日   | 02   | 天塩川                   | 木下龍太郎          | 弦哲也                | 前田俊明            | 16位              | TKDA-72541              |
| 12 | 2004年 4月14日  | 01   | 釧路湿原                 | 木下龍太郎          | 弦哲也                | 前田俊明            | 5位               | TKCA-90020              |
| 12 | 2004年 4月14日  | 02   | 秋吉台                   | 木下龍太郎          | 弦哲也                | 前田俊明            | 5位               | TKCA-90020              |
| 13 | 2005年 4月6日   | 01   | 五能線                   | 木下龍太郎          | 弦哲也                | 前田俊明            | 8位               | TKCA-90052              |
| 13 | 2005年 4月6日   | 02   | 野尻湖ひとり             | 木下龍太郎          | 弦哲也                | 前田俊明            | 8位               | TKCA-90052              |
| 14 | 2006年 4月5日   | 01   | 熊野古道                 | 木下龍太郎          | 弦哲也                | 前田俊明            | 5位               | TKCA-90103              |
| 14 | 2006年 4月5日   | 02   | 桂浜                     | 麻こよみ            | 弦哲也                | 前田俊明            | 5位               | TKCA-90103              |
| 15 | 2007年 4月4日   | 01   | ひとり薩摩路             | 下地亜記子          | 弦哲也                | 前田俊明            | 9位               | TKCA-90200              |
| 15 | 2007年 4月4日   | 02   | 雨の恋唄                 | 菅麻貴子            | 弦哲也                | 前田俊明            | 9位               | TKCA-90200              |
| 16 | 2008年 4月2日   | 01   | 輪島朝市                 | 木下龍太郎          | 弦哲也                | 前田俊明            | 5位               | TKCA-90265              |
| 16 | 2008年 4月2日   | 02   | 北陸ひとり旅             | 仁井谷俊也          | 弦哲也                | 伊戸のりお          | 5位               | TKCA-90265              |
| 17 | 2009年 4月1日   | 01   | 安芸の宮島               | 仁井谷俊也          | 弦哲也                | 前田俊明            | 4位               | TKCA-90320              |
| 17 | 2009年 4月1日   | 02   | 雨の修善寺               | 下地亜記子          | 弦哲也                | 伊戸のりお          | 4位               | TKCA-90320              |
| 18 | 2010年 4月7日   | 01   | 松島紀行                 | たかたかし          | 弦哲也                | 伊戸のりお          | 2位               | TKCA-90380 (白盤)       |
| 18 | 2010年 4月7日   | 02   | 黄昏のタンタラス         | 水木れいじ          | 弦哲也                | 伊戸のりお          | 2位               | TKCA-90380 (白盤)       |
| 18 | 2010年 4月7日   | 02   | 虹の松原                 | 麻こよみ            | 弦哲也                | 伊戸のりお          | 2位               | TKCA-90385 (紅盤)       |
| 19 | 2011年 6月1日   | 01   | 庄内平野 風の中          | 旦野いずみ          | 弦哲也                | 伊戸のりお          | 7位               | TKCA-90430              |
| 19 | 2011年 6月1日   | 02   | 湯布院                   | たきのえいじ        | 杜奏太朗              | 伊戸のりお          | 7位               | TKCA-90430              |
| 20 | 2012年 4月4日   | 01   | ひとり長良川             | 伊藤薫              | 弦哲也                | 伊戸のりお          | 4位               | TKCA-90480 (通常盤)     |
| 20 | 2012年 4月4日   | 02   | 京都八景                 | たきのえいじ        | 弦哲也                | 伊戸のりお          | 4位               | TKCA-90480 (通常盤)     |
| 20 | 2012年 8月8日   | 02   | 白川郷                   | 木下龍太郎          | 弦哲也                | 前田俊明            | 4位               | TKCA-90515              |
| 21 | 2013年 4月3日   | 01   | 伊勢めぐり               | 田久保真見          | 弦哲也                | 伊戸のりお          | 8位               | TKCA-90540              |
| 21 | 2013年 4月3日   | 02   | 鳥羽の旅                 | 旦野いずみ          | 弦哲也                | 伊戸のりお          | 8位               | TKCA-90540              |
| 22 | 2014年 4月9日   | 01   | 島根恋旅                 | 仁井谷俊也          | 弦哲也                | 伊戸のりお          | 4位               | TKCA-90625 (通常盤)     |
| 22 | 2014年 4月9日   | 02   | 竹居岬                   | 伊藤薫              | 伊藤薫                | 伊戸のりお          | 4位               | TKCA-90625 (通常盤)     |
| 22 | 2014年 8月6日   | 02   | 隠岐旅情                 | 仁井谷俊也          | 弦哲也                | 伊戸のりお          | 4位               | TKCA-90630              |
| 22 | 2014年 8月6日   | 03   | 津和野                   | 仁井谷俊也          | 伊藤雪彦              | 蔦将包              | 4位               | TKCA-90630              |
| 23 | 2015年 4月1日   | 01   | 大和路の恋               | 仁井谷俊也          | 弦哲也                | 前田俊明            | 10位              | TKCA-90695 (通常盤)     |
| 23 | 2015年 4月1日   | 02   | 恋人岬                   | 旦野いずみ          | 弦哲也                | 前田俊明            | 10位              | TKCA-90695 (通常盤)     |
| 23 | 2015年 7月1日   | 02   | 花恋文                   | 松井五郎            | 南こうせつ            | 佐藤準              | 10位              | TKCA-90710              |
| 23 | 2015年 7月1日   | 03   | 虹の向こうに 明日がある  | 仁井谷俊也          | 弦哲也                | 伊戸のりお          | 10位              | TKCA-90710              |
| 24 | 2016年 3月29日  | 01   | 越後水原                 | 伊藤薫              | 弦哲也                | 前田俊明            | 5位               | TKCA-90811 (タイプA)    |
| 24 | 2016年 3月29日  | 02   | 天竜峡                   | たかたかし          | 岡千秋                | 伊戸のりお          | 5位               | TKCA-90811 (タイプA)    |
| 24 | 2016年 3月29日  | 02   | 鎌倉街道                 | たきのえいじ        | たきのえいじ          | 丸山雅仁            | 5位               | TKCA-90812 (タイプB)    |
| 24 | 2016年 7月6日   | 02   | ふるさとほっこり村       | 山之内一            | 大森俊之              | 大森俊之            | 5位               | TKCA-90835 (特別盤)     |
| 24 | 2016年 7月6日   | 03   | 大糸線                   | 仁井谷俊也          | 弦哲也                | 丸山雅仁            | 5位               | TKCA-90835 (特別盤)     |
| 25 | 2017年 5月2日   | 01   | 早鞆ノ瀬戸               | たきのえいじ        | 弦哲也                | 前田俊明            | 4位               | TKCA-90901 (タイプA)    |
| 25 | 2017年 5月2日   | 02   | 宇和島 別れ波            | 麻こよみ            | 弦哲也                | 丸山雅仁            | 4位               | TKCA-90901 (タイプA)    |
| 25 | 2017年 5月2日   | 02   | 花の東京                 | 麻こよみ            | 弦哲也                | 伊戸のりお          | 4位               | TKCA-90902 (タイプB)    |
| 25 | 2017年 8月2日   | 02   | 角島大橋                 | たきのえいじ        | 弦哲也                | 丸山雅仁            | 4位               | TKCA-90904              |
| 25 | 2017年 8月2日   | 03   | 山口旅愁                 | 志賀大介            | 弦哲也                | 伊戸のりお          | 4位               | TKCA-90904              |
| 26 | 2018年 3月20日  | 01   | 水に咲く花・支笏湖へ     | 伊藤薫              | 弦哲也                | 前田俊明            | 8位               | TKCA-91031 (タイプA)    |
| 26 | 2018年 3月20日  | 02   | 宗谷本線 比布駅          | 旦野いずみ          | 弦哲也                | 前田俊明            | 8位               | TKCA-91031 (タイプA)    |
| 26 | 2018年 3月20日  | 02   | 定山渓                   | たきのえいじ        | 弦哲也                | 前田俊明            | 8位               | TKCA-91032 (タイプB)    |
| 26 | 2018年 7月25日  | 02   | 蜃気楼                   | 麻こよみ            | 大谷明裕              | 竹内弘一            | 8位               | TKCA-91103 (タイプC)    |
| 26 | 2018年 7月25日  | 02   | 京都雪みれん             | 保岡直樹            | 桧原さとし            | 蔦将包              | 8位               | TKCA-91104 (タイプD)    |
| 26 | 2018年 7月25日  | 02   | 僕たちの世界             | 坪野竜也            | 坪野竜也              | 坪野竜也            | 8位               | TKCA-91105 (タイプE)    |
| 26 | 2018年 10月17日 | 02   | あなたにメリークリスマス | かず翼              | 大谷明裕              | 竹内弘一            | 8位               | TKCA-91140 (冬の特別盤) |
| 27 | 2019年 1月22日  | 01   | 高遠 さくら路            | 伊藤薫              | 弦哲也                | 伊戸のりお          | 5位               | TKCA-91151 (タイプA)    |
| 27 | 2019年 1月22日  | 02   | 信濃路恋歌               | たきのえいじ        | 弦哲也                | 伊戸のりお          | 5位               | TKCA-91151 (タイプA)    |
| 27 | 2019年 1月22日  | 02   | 霧の碓氷峠               | 旦野いずみ          | 桧原さとし            | 竹内弘一            | 5位               | TKCA-91152 (タイプB)    |
| 27 | 2019年 7月17日  | 02   | 笑顔で遠まわり           | かず翼              | 桧原さとし            | 竹内弘一            | 5位               | TKCA-91153 (タイプC)    |
| 27 | 2019年 7月17日  | 02   | 笑顔の向こうに           | 麻こよみ            | 弦哲也                | 竹内弘一            | 5位               | TKCA-91154 (タイプD)    |
| 27 | 2019年 10月16日 | 02   | ふたりのHoly Night       | 伊藤薫              | 伊藤薫                | 竹内弘一            | 5位               | TKCA-91155 (冬の特別盤) |
| 27 | 2019年 10月16日 | 03   | サイレント・イヴ         | 辛島美登里          | 辛島美登里            | 竹内弘一            | 5位               | TKCA-91155 (冬の特別盤) |
| 28 | 2020年 2月18日  | 01   | 瀬戸内 小豆島            | たきのえいじ        | 弦哲也                | 伊戸のりお          | 4位               | TKCA-91251 (タイプA)    |
| 28 | 2020年 2月18日  | 02   | オリーブの島から         | 原文彦              | 弦哲也                | 伊戸のりお          | 4位               | TKCA-91251 (タイプA)    |
| 28 | 2020年 2月18日  | 02   | おもかげフェリー         | かず翼              | 伊藤薫                | 竹内弘一            | 4位               | TKCA-91252 (タイプB)    |
| 28 | 2020年 6月17日  | 02   | 檜原忘れ路               | 保岡直樹            | 桧原さとし            | 伊戸のりお          | 4位               | TKCA-91253 (タイプC)    |
| 28 | 2020年 6月17日  | 02   | あの町へ帰ろう           | 田村武也            | 田村武也              | 田村武也            | 4位               | TKCA-91254 (タイプD)    |
| 29 | 2021年 1月19日  | 01   | 鳴子峡                   | かず翼              | 弦哲也                | 伊戸のりお          | 8位               | TKCA-91321 (タイプA)    |
| 29 | 2021年 1月19日  | 02   | 秋保大滝                 | かず翼              | 弦哲也                | 南郷達也            | 8位               | TKCA-91321 (タイプA)    |
| 29 | 2021年 1月19日  | 02   | 牡鹿半島                 | 麻こよみ            | 弦哲也                | 南郷達也            | 8位               | TKCA-91322 (タイプB)    |
| 29 | 2021年 6月9日   | 02   | 月影のセレナーデ         | かず翼              | 桧原さとし            | 竹内弘一            | 8位               | TKCA-91323 (タイプC)    |
| 29 | 2021年 6月9日   | 02   | 明日への扉               | 麻こよみ            | 大谷明裕              | 竹内弘一            | 8位               | TKCA-91324 (タイプD)    |
| 30 | 2021年 9月8日   | 01   | 笑顔でいようね           | 辻林美穂            | 兼松衆                | 斎木達彦            | 13位              | TKCA-91371 (タイプA)    |
| 30 | 2021年 9月8日   | 02   | ひとりじゃないわ         | 麻こよみ            | 大谷明裕              | 伊戸のりお          | 13位              | TKCA-91371 (タイプA)    |
| 30 | 2021年 9月8日   | 03   | 瑠璃色の地球             | 松本隆              | 平井夏美              | 竹内弘一            | 13位              | TKCA-91371 (タイプA)    |
| 30 | 2021年 9月8日   | 02   | ひとりじゃないわ         | 麻こよみ            | 大谷明裕              | 伊戸のりお          | 13位              | TKCA-91372 (タイプB)    |
| 30 | 2021年 9月8日   | 03   | おかあさん               | 神坂薫              | 遠藤実                | 竹内弘一            | 13位              | TKCA-91372 (タイプB)    |
| 31 | 2022年 2月15日  | 01   | 九十九里浜               | 麻こよみ            | 弦哲也                | 伊戸のりお          | 8位               | TKCA-91401 (タイプA)    |
| 31 | 2022年 2月15日  | 02   | 房総半島 吹く風まかせ    | 伊藤薫              | 伊藤薫                | 佐藤和豊            | 8位               | TKCA-91401 (タイプA)    |
| 31 | 2022年 2月15日  | 02   | 犬吠埼                   | 円香乃              | 大谷明裕              | 佐藤和豊            | 8位               | TKCA-91402 (タイプB)    |
| 31 | 2022年 6月22日  | 02   | 若狭夕焼け日本海         | かず翼              | 桧原さとし            | 竹内弘一            | 8位               | TKCA-91403 (タイプC)    |
| 31 | 2022年 6月22日  | 02   | バージン・ロード         | 円香乃              | 青木沙也果            | 青木沙也果 斎木達彦 | 8位               | TKCA-91404 (タイプD)    |
| 32 | 2022年 11月2日  | 01   | しぶさわくんの唄         | Koji Yano           | ワキマル・ ジュンイチ | Kotarock 竹内弘一   | -                 | TKCA-91470              |
| 32 | 2022年 11月2日  | 02   | 赤い水門                 | TAKU Tanaka / LINDY | TAKU Tanaka / LINDY   | TAKU Tanaka         | -                 | TKCA-91470              |
| 33 | 2023年 1月24日  | 01   | 日向岬                   | かず翼              | 弦哲也                | 伊戸のりお          | 8位               | TKCA-91500 (タイプA)    |
| 33 | 2023年 1月24日  | 02   | 離愁…高千穂              | かず翼              | 弦哲也                | 伊戸のりお          | 8位               | TKCA-91500 (タイプA)    |
| 33 | 2023年 1月24日  | 02   | 日南海岸                 | 麻こよみ            | 大谷明裕              | 伊戸のりお          | 8位               | TKCA-91501 (タイプB)    |
| 34 | 2024年 1月23日  | 01   | 三陸挽歌                 | たきのえいじ        | 弦哲也                | 伊戸のりお          | 11位              | TKCA-91540 (タイプA)    |
| 34 | 2024年 1月23日  | 02   | 北上川旅情               | さくらちさと        | 弦哲也                | 竹内弘一            | 11位              | TKCA-91540 (タイプA)    |
| 34 | 2024年 1月23日  | 02   | 龍泉洞                   | 麻こよみ            | 弦哲也                | 竹内弘一            | 11位              | TKCA-91541 (タイプB)    |
| 35 | 2025年 3月18日  | 01   | 大阪恋しずく             | かず翼              | 弦哲也                | 伊戸のりお          | 14位              | TKCA-91621 (タイプA)    |
| 35 | 2025年 3月18日  | 02   | 大阪凍て月               | たきのえいじ        | 弦哲也                | 矢野立美            | 14位              | TKCA-91621 (タイプA)    |
| 35 | 2025年 3月18日  | 03   | ようかんマーチ           | 望月崇太郎 / 鹿島崇 | 望月崇太郎 / 鹿島崇   | 望月崇太郎 / 鹿島崇 | 14位              | TKCA-91621 (タイプA)    |
| 35 | 2025年 3月18日  | 02   | 我が輩は猫である         | 鮫島琉星            | 大谷明裕              | 竹内弘一            | 14位              | TKCA-91622 (タイプB)    |
| 35 | 2025年 3月18日  | 03   | ようかんマーチ           | 望月崇太郎 / 鹿島崇 | 望月崇太郎 / 鹿島崇   | 望月崇太郎 / 鹿島崇 | 14位              | TKCA-91622 (タイプB)    |

#### デュエット・シングル
| 発売日          | デュエット | 曲順 | タイトル                         | 作詞       | 作曲     | 編曲       | 規格品番   |
| --------------- | ---------- | ---- | -------------------------------- | ---------- | -------- | ---------- | ---------- |
| 2024年 10月23日 | 原田龍二   | 01   | モナムール・モナミ〜愛しい人よ〜 | 円香乃     | 中崎英也 | 伊戸のりお | TKCA-91591 |
| 2024年 10月23日 | 原田龍二   | 02   | ロンリー・チャップリン           | 岡田ふみ子 | 鈴木雅之 | [ 注釈 7 ] | TKCA-91591 |

#### 配信限定シングル
| 発売日          | タイトル               | 作詞                | 作曲                | 編曲                |
| --------------- | ---------------------- | ------------------- | ------------------- | ------------------- |
| 2018年 4月14日  | 僕たちの世界 (TV Edit) | 坪野竜也            | 坪野竜也            | 坪野竜也            |
| 2024年 12月18日 | ようかんマーチ         | 望月崇太郎 / 鹿島崇 | 望月崇太郎 / 鹿島崇 | 望月崇太郎 / 鹿島崇 |

### アルバム

#### オリジナル・アルバム
| 発売日         | タイトル                                   | 規格品番   |
| -------------- | ------------------------------------------ | ---------- |
| 1996年7月22日  | よりそい花・おしろい花                     | TKCA-70949 |
| 2005年11月30日 | 10周年記念〜オリジナルベストセレクション〜 | TKCA-72929 |
| 2015年2月4日   | うたいなおし                               | TKCA-74190 |
| 2016年2月24日  | 20周年記念〜オリジナルベストセレクション〜 | TKCA-74340 |

- 歌謡紀行シリーズ

| 発売日         | タイトル                           | 規格品番                                      |
| -------------- | ---------------------------------- | --------------------------------------------- |
| 2002年7月24日  | 歌謡紀行〜東尋坊〜                 | TKCA-72387                                    |
| 2003年6月25日  | 歌謡紀行II〜鳥取砂丘〜             | TKCA-72556                                    |
| 2004年6月23日  | 歌謡紀行III〜釧路湿原〜            | TKCA-72685                                    |
| 2005年6月22日  | 歌謡紀行IV〜五能線〜               | TKCA-72873                                    |
| 2006年9月27日  | 歌謡紀行V〜熊野古道〜              | TKCA-73030                                    |
| 2007年9月26日  | 歌謡紀行VI〜ひとり薩摩路〜         | TKCA-73230                                    |
| 2008年9月24日  | 歌謡紀行VII〜輪島朝市〜            | TKCA-73350                                    |
| 2009年9月16日  | 歌謡紀行VIII〜安芸の宮島〜         | TKCA-73460                                    |
| 2010年9月22日  | 歌謡紀行IX〜松島紀行〜             | TKCA-73561                                    |
| 2011年10月26日 | 歌謡紀行X〜庄内平野 風の中〜       | TKCA-73700                                    |
| 2012年9月26日  | 歌謡紀行11〜ひとり長良川〜         | TKCA-73820                                    |
| 2013年9月25日  | 歌謡紀行12〜伊勢めぐり〜           | TKCA-73970                                    |
| 2014年9月24日  | 歌謡紀行13〜島根恋旅〜             | TKCA-74131                                    |
| 2015年9月16日  | 歌謡紀行14〜大和路の恋〜           | TKCA-74260                                    |
| 2016年9月21日  | 歌謡紀行15〜越後水原〜             | TKCA-74400                                    |
| 2017年9月20日  | 歌謡紀行16〜早鞆ノ瀬戸〜           | TKCA-74550                                    |
| 2018年9月19日  | 歌謡紀行17〜水に咲く花・支笏湖へ〜 | TKCA-74680【通常盤】 TKCA-74700【初回限定盤】 |
| 2019年9月18日  | 歌謡紀行18〜高遠 さくら路〜        | TKCA-74800【初回限定盤】 TKCA-74801【通常盤】 |
| 2020年9月16日  | 歌謡紀行19〜瀬戸内 小豆島〜        | TKCA-74900【初回限定盤】 TKCA-74901【通常盤】 |
| 2021年10月20日 | 歌謡紀行20〜鳴子峡〜               | TKCA-75000【初回限定盤】 TKCA-75001【通常盤】 |
| 2022年9月21日  | 歌謡紀行21〜九十九里浜〜           | TKCA-75100【初回限定盤】 TKCA-75101【通常盤】 |
| 2023年9月20日  | 歌謡紀行22〜日向岬〜               | TKCA-75170【初回限定盤】 TKCA-75171【通常盤】 |
| 2024年9月25日  | 歌謡紀行23〜三陸挽歌〜             | TKCA-75225【初回限定盤】 TKCA-75230【通常盤】 |

#### ベスト・アルバム
| 発売日         | タイトル                                   | 規格品番   |
| -------------- | ------------------------------------------ | ---------- |
| 1997年9月24日  | ベストヒットアルバム〜いのち花・憂愁平野〜 | TKCA-71228 |
| 1998年9月2日   | ベストヒット歌謡16〜かりそめの花〜         | TKCA-71448 |
| 1999年11月25日 | 全曲集〜竜飛岬〜                           | TKCA-71716 |
| 2000年11月22日 | 全曲集〜尾道水道〜                         | TKCA-72041 |
| 2001年10月24日 | 2001全曲集〜心う・ら・は・ら〜             | TKCA-72213 |
| 2002年10月23日 | 全曲集2002〜2003                           | TKCA-72448 |
| 2003年10月22日 | 全曲集〜鳥取砂丘〜                         | TKCA-72596 |
| 2004年10月27日 | 全曲集〜釧路湿原                           | TKCA-72763 |

#### ライブ・アルバム
| 発売日         | タイトル                                         | 規格品番   |
| -------------- | ------------------------------------------------ | ---------- |
| 1997年3月17日  | 水森かおりファーストコンサート 女だから…第一楽章 | TKCA-71132 |
| 2022年12月21日 | メモリアルコンサート〜歌謡紀行〜 2022.9.25       | TKCA-75102 |

#### CD-BOX
| 発売日        | タイトル                                            | 規格品番   |
| ------------- | --------------------------------------------------- | ---------- |
| 2023年7月12日 | Cover Box vol.I〜時代を彩る名曲たち from 歌謡紀行〜 | TKCA-75150 |

### 映像作品

#### ライブ
| 発売日         | タイトル                                             | 規格 | 規格品番   |
| -------------- | ---------------------------------------------------- | ---- | ---------- |
| 1997年6月25日  | 水森かおりファーストコンサート 女だから…第一楽章     | VHS  | TKVA-68011 |
| 2009年1月14日  | メモリアルコンサート〜歌謡紀行〜 2008.9.25.          | DVD  | TKBA-1123  |
| 2011年1月12日  | デビュー15周年メモリアルコンサート〜歌謡紀行〜       | DVD  | TKBA-1141  |
| 2013年1月9日   | メモリアルコンサート〜歌謡紀行〜 2012.9.25.          | DVD  | TKBA-1163  |
| 2015年1月1日   | メモリアルコンサート〜歌謡紀行〜 2014.9.25           | DVD  | TKBA-1209  |
| 2016年1月1日   | 20周年記念メモリアルコンサート〜歌謡紀行〜 2015.9.25 | DVD  | TKBA-1232  |
| 2017年1月1日   | メモリアルコンサート〜歌謡紀行〜 2016.9.25           | DVD  | TKBA-1250  |
| 2018年1月1日   | メモリアルコンサート〜歌謡紀行〜 2017.9.25           | DVD  | TKBA-1260  |
| 2019年1月1日   | メモリアルコンサート〜歌謡紀行〜 2018.9.25           | DVD  | TKBA-1270  |
| 2020年1月1日   | メモリアルコンサート〜歌謡紀行〜 2019.9.25           | DVD  | TKBA-1280  |
| 2022年2月9日   | メモリアルコンサート〜歌謡紀行〜 2021.9.25           | DVD  | TKBA-1320  |
| 2022年12月21日 | メモリアルコンサート〜歌謡紀行〜 2022.9.25           | DVD  | TKBA-1350  |
| 2024年1月23日  | メモリアルコンサート〜歌謡紀行〜 2023.9.25           | DVD  | TKBA-1400  |
| 2025年1月21日  | メモリアルコンサート〜歌謡紀行〜 2024.9.25           | DVD  | TKBA-1414  |

#### ミュージック・ビデオ
| 発売日         | タイトル                                      | 規格 | 規格品番  |
| -------------- | --------------------------------------------- | ---- | --------- |
| 2004年9月29日  | デビュー10周年メモリアル シングルコレクション | DVD  | TKBA-1064 |
| 2013年11月27日 | 水森かおり シングルコレクション2              | DVD  | TKBA-1181 |
| 2020年12月16日 | 水森かおり ミュージックビデオ・コレクション   | DVD  | TKBA-1300 |

### タイアップ曲
| 年     | 楽曲               | タイアップ                                                             |
| ------ | ------------------ | ---------------------------------------------------------------------- |
| 2000年 | 面影               | TBS系ドラマ「Gメン'75スペシャル 帰って来た若獅子たち」EDテーマ         |
| 2001年 | 面影               | TBS系ドラマ「Gメン'75スペシャル 東京・北海道トリック殺人事件」EDテーマ |
| 2016年 | ふるさとほっこり村 | テレビ東京系アニメ「ふるさと再生 日本の昔ばなし」OPテーマ              |
| 2018年 | 僕たちの世界       | テレビ東京系アニメ「ふるさと 日本の昔ばなし セレクション」OPテーマ     |
| 2024年 | ようかんマーチ     | NHK「みんなのうた」挿入歌                                              |

## 就任観光大使

### 就任観光大使一覧
|    | 就任した大使                      | 都道府県・国   | 関連曲                                                                  |
| -- | --------------------------------- | -------------- | ----------------------------------------------------------------------- |
| 1  | 鳥取砂丘観光大使                  | 鳥取県         | 11thシングル『鳥取砂丘』                                                |
| 2  | 能代市観光大使                    | 秋田県         | 13thシングル『五能線』                                                  |
| 3  | 五能線観光駅長                    | 秋田県、青森県 | 13thシングル『五能線』                                                  |
| 4  | 輪島市観光特別親善大使 “歌碑建立” | 石川県         | 16thシングル『輪島朝市』                                                |
| 5  | 広島県特別ええじゃんレディ        | 広島県観光連盟 | 17thシングル 『安芸の宮島』                                             |
| 6  | 松島町観光親善大使                | 宮城県         | 18thシングル『松島紀行』                                                |
| 7  | みやぎ絆大使                      | 宮城県         | 18thシングル『松島紀行』                                                |
| 8  | ホノルル観光親善大使              | ハワイ         | 『黄昏のタンタラス』（18thシングル『松島紀行』 白盤 カップリング）      |
| 9  | 酒田観光大使 “記念樹植樹”         | 山形県         | 19thシングル『庄内平野 風の中』                                         |
| 10 | 清流長良川親善大使                | 岐阜県         | 20thシングル『ひとり長良川』                                            |
| 11 | 三重県観光キャンペーン応援特使    | 三重県         | 21stシングル『伊勢めぐり』                                              |
| 12 | しまねふるさと親善大使「遣島使」  | 島根県         | 22ndシングル『島根恋旅』                                                |
| 13 | 松江観光大使                      | 島根県         | 22ndシングル『島根恋旅』                                                |
| 14 | 奈良県観光プロモーション親善大使  | 奈良県         | 23rdシングル『大和路の恋』                                              |
| 15 | 桜井市観光親善大使 “歌碑建立”     | 奈良県         | 23rdシングル『大和路の恋』                                              |
| 16 | 阿賀野市観光親善大使 “記念樹植樹” | 新潟県         | 24thシングル『越後水原』                                                |
| 17 | にいがた観光特使                  | 新潟県         | 24thシングル『越後水原』                                                |
| 18 | しものせき海響大使                | 山口県         | 25thシングル『早鞆ノ瀬戸』                                              |
| 19 | 宇和島市観光親善大使              | 愛媛県         | 『宇和島 別れ波』（25thシングル『早鞆ノ瀬戸』カップリング）             |
| 20 | 山口ふるさと大使                  | 山口県         | 25thシングル『早鞆ノ瀬戸』                                              |
| 21 | 千歳市観光PR大使                  | 北海道         | 26thシングル『水に咲く花・支笏湖へ』                                    |
| 22 | 比布町応援大使                    | 北海道         | 『宗谷本線 比布駅』（26thシングル『水に咲く花・支笏湖へ』カップリング） |
| 23 | 伊那市観光大使                    | 長野県         | 27thシングル『高遠 さくら路』                                           |
| 24 | おおさき宝大使                    | 宮城県         | 29thシングル『鳴子峡』                                                  |

## 出演

### テレビ
- NHKのど自慢（NHK総合・ラジオ第1・FM[注釈 8]）チャンピオン大会含む不定期ゲスト
- NHK歌謡コンサート（NHK総合）
- 歌謡チャリティーコンサート（NHK総合）
- 思い出のメロディー（NHK総合・ラジオ第1）
- BS日本のうた（NHK-BS2）
- きよしとこの夜（2006年3月13日、NHK総合） - NHKホールで公開収録した特別版。はなわと共演
- 金曜バラエティー（2006年6月9日ほか、NHK総合）
- シブヤらいぶ館 演歌一本勝負（2006年12月11日、NHK-BShi）
- 初夢の景色～歌と笑いのスペシャルステージ～（2007年1月4日ほか、NHK総合）
- 第58回十日町雪まつり・雪上カーニバル - 白い愛の祭典 - （2007年2月24日、NHK総合）
- 夏、夢の景色（2007年8月8日、NHK総合）
- 歌よ響け! ～虹の架け橋まごころ基金コンサート（2007年12月15日ほか、NHK-BS2）
- 冬・北国からのコンサート（2008年1月12日、NHK-BS2）
- BSふれあいステージ 演歌いっぽん勝負（2008年1月28日、NHK-BS2）
- NHK福祉大相撲（第41回他、NHK総合）
- 家族で選ぶにっぽんの歌（2008年3月15日、NHK総合）
- ごきげん歌謡笑劇団（2012年12月1日ほか、NHK総合）
- 日本有線大賞（2010年11月18日、TBSテレビ）
- ネプリーグ（2012年9月10日他、フジテレビ）
- くりぃむクイズ ミラクル9（2013年2月27日他、テレビ朝日）
- 童謡の魅力に出会う旅〜山川・氷川・水森・田川・岩佐・はやぶさが行く（2014年2月8日、BSジャパン）
- きらり!えん旅（2015年2月25日他、NHK BSプレミアム）
- おはスタ（2016年7月12日、テレビ東京） - 『ふるさとほっこり村』の宣伝で出演
- ぐるっと にっぽん ぎふスペシャル 笑う岐阜に福来る～第14回全日本学生落語選手権・策伝大賞～（2017年4月22日、NHK総合）- 審査員
- バラエティー生活笑百科（NHK総合[注釈 9]）複数回ゲスト出演
- 歌う!SHOW学校（NHK総合）
- 水森かおり〜歌で旅するコンサート〜（2017年9月9日、歌謡ポップスチャンネル） ※リピート放送あり
- 水森かおり メモリアルコンサート〜歌謡紀行〜2016.9.25（2017年9月16日、歌謡ポップスチャンネル） ※リピート放送あり
- 水森かおり　ふれあいコンサート2017（2017年9月23日、歌謡ポップスチャンネル） ※リピート放送あり
- 宮本隆治の歌謡ポップス☆一番星〜演歌・歌謡曲情報バラエティ〜水森かおりスペシャル　#121 前編・#122 後編（2017年9月11日・25日、歌謡ポップスチャンネル） ※リピート放送あり

### ラジオ
- Morning Wind〜音楽の森（2002年10月 - 2009年4月5日、JRN系列）
- いすゞ歌うヘッドライト（1997年4月 - 2001年9月、TBSラジオ・JRN系列）
- 水森かおりの歌謡紀行（ラジオ大阪）

### 映画
- パリピ孔明 THE MOVIE（2025年4月25日） - 水森かおり（本人） 役[7]

### CM
- ハウス食品
  - グラタン（2002年 - 2004年） - CMソング歌唱のみ
  - レトルトカレーシリーズ紅白編（2003年年末年始限定）
  - うまかっちゃん
- マルナカ - CMソング歌唱のみ

### NHK紅白歌合戦出場歴
「鳥取砂丘」のロングセラーにより、第54回（2003年）に紅白歌合戦へ初出場を果たす。それ以降も現時点では、第75回（2024年）まで22年連続して出場継続中。これは現在紅白の紅組歌手では、坂本冬美（第75回・2024年、継続中）に並んで、史上7位タイ記録となる。さらに水森は毎年ヒット曲を連発しており、紅白歌合戦においては初出場から21年もの間同じ楽曲を披露しなかったのが、特筆すべき点でも有る。
| 年度 | 放送回 | 回 | 曲目                                              | 出演順 | 対戦相手                    | 備考                        |
| --- | ------ | -- | ------------------------------------------------- | ------ | --------------------------- | --------------------------- |
| 2003年 | 第54回 | 初 | 鳥取砂丘                                          | 03/30  | 山川豊                      |                             |
| 2004年 | 第55回 | 2  | 釧路湿原                                          | 05/28  | 山本譲二                    |                             |
| 2005年 | 第56回 | 3  | 五能線                                            | 03/29  | w-inds.                     |                             |
| 2006年 | 第57回 | 4  | 熊野古道                                          | 21/27  | 氷川きよし                  |                             |
| 2007年 | 第58回 | 5  | ひとり薩摩路                                      | 08/27  | 前川清（&クール・ファイブ） |                             |
| 2008年 | 第59回 | 6  | 輪島朝市                                          | 09/26  | Aqua Timez                  |                             |
| 2009年 | 第60回 | 7  | 安芸の宮島                                        | 16/25  | 五木ひろし                  |                             |
| 2010年 | 第61回 | 8  | 松島紀行                                          | 10/22  | 徳永英明                    |                             |
| 2011年 | 第62回 | 9  | 庄内平野 風の中                                   | 09/25  | L'Arc〜en〜Ciel             |                             |
| 2012年 | 第63回 | 10 | ひとり長良川                                      | 06/25  | HY                          |                             |
| 2013年 | 第64回 | 11 | 伊勢めぐり                                        | 20/26  | ゆず                        |                             |
| 2014年 | 第65回 | 12 | 島根恋旅                                          | 15/25  | 氷川きよし（2）             |                             |
| 2015年 | 第66回 | 13 | 大和路の恋                                        | 14/28  | 福山雅治                    |                             |
| 2016年 | 第67回 | 14 | 越後水原～白鳥飛翔～                              | 10/23  | V6                          |                             |
| 2017年 | 第68回 | 15 | 早鞆ノ瀬戸                                        | 10/22  | WANIMA                      |                             |
| 2018年 | 第69回 | 16 | 水に咲く花・支笏湖へ 〜イリュージョンスペシャル〜 | 07/22  | Sexy Zone                   |                             |
| 2019年 | 第70回 | 17 | 高遠 さくら路 ～イリュージョンスペシャル～        | 13/21  | King & Prince               |                             |
| 2020年 | 第71回 | 18 | 瀬戸内 小豆島 ～2020映えSP～                      | 06/21  | GENERATIONS                 |                             |
| 2021年 | 第72回 | 19 | いい日旅立ち                                      | 09/21  | まふまふ                    | 前半紅組トリ 清水寺より中継 |
| 2022年 | 第73回 | 20 | 九十九里浜〜謎解き紅白スペシャル〜                | 03/22  | なにわ男子                  |                             |
| 2023年 | 第74回 | 21 | 日向岬〜紅白ドミノチャレンジSP〜                  | 12/22  | SEVENTEEN                   | 前半紅組トリ（2）           |
| 2024年 | 第75回 | 22 | 鳥取砂丘〜紅白ドミノチャレンジSP〜（2回目）       | 10/21  | TOMORROW X TOGETHER         |                             |
| - 対戦相手の歌手名の（）内の数字はその歌手との対戦回数、備考のトリ等の次にある（）はトリ等を務めた回数を表す。 - 曲名の後の（○回目）は紅白で披露された回数を表す。 - 出演順は「（出演順）/（出場者数）」で表す。 |        |    |                                                   |        |                             |                             |